# Ich-AG
Ich-AG bezeichnet ein Einzelunternehmen, das von einem Arbeitslosen gegründet worden ist, der für diese Existenzgründung einen Existenzgründungszuschuss (im Folgenden: Zuschuss) erhält. Der Begriff wurde von den Autoren des Hartz-Konzeptes geprägt, ist jedoch nicht amtlich, und hat keinerlei Verbindung zur Rechtsform Aktiengesellschaft. Das Konzept der Ich-AG trat mit dem Gesetzespaket „Hartz II“ am 1. Januar 2003 in Deutschland in Kraft. Der Zuschuss war ein Instrument der Arbeitsmarktpolitik. Mit ihm sollte Arbeitslosen der Einstieg in die Selbständigkeit erleichtert werden.
Für Existenzgründungen nach dem 30. Juni 2006 wird der Zuschuss nicht mehr gezahlt. Er wurde durch den so genannten Gründungszuschuss abgelöst, auf den Arbeitslosengeldempfänger zunächst bei Vorliegen der Voraussetzungen einen Rechtsanspruch hatten. Seit dem 29. Dezember 2011 ist der Gründungszuschuss nur noch eine Ermessensleistung. Empfänger von Arbeitslosengeld II haben keinen Anspruch mehr auf einen Zuschuss der Arbeitsagentur. Sie können Einstiegsgeld als eine dem Gründungszuschuss vergleichbare Förderung beantragen.

## Sozialversicherungspflicht

### Gesetzliche Rentenversicherung
Wer einen Existenzgründungszuschuss nach § 421l SGB III erhält, unterliegt der Versicherungspflicht in der gesetzlichen Rentenversicherung (§ 2 Nr. 10 SGB VI). Dies gilt nicht für Empfänger des Gründungszuschusses nach § 93 SGB III.
Für Existenzgründer gibt es folgende Möglichkeiten der Beitragsbemessung:
- Beitrag auf der Grundlage der Bezugsgröße: Im Jahre 2007 monatlich 487,55 Euro.
- Beitrag auf der Grundlage der halben Bezugsgröße: Im Jahre 2007 monatlich 243,78 Euro.
- Einkommensabhängiger Beitrag: 19,9 % des monatlichen Gewinns, mindestens jedoch 79,60 Euro.

(Bezugsgröße für Westdeutschland im Jahre 2007: 2.450 Euro / Bezugsgröße für Ostdeutschland im Jahre 2007: 2.100 Euro)
Gegen Nachweis kann die für die Berechnung des Beitrages zu Grunde gelegte Bezugsgröße reduziert werden.

### Krankenversicherung
Empfänger des Zuschusses können sich freiwillig in der gesetzlichen Krankenversicherung versichern. Sie können wählen, ob die Mitgliedschaft auch einen Anspruch auf Krankengeld enthalten soll (§ 44 Abs. 2 Nr. 3 SGB V). Der Beitrag wird nach einem Sechzigstel der monatlichen Bezugsgröße bemessen. Bei anderen freiwillig versicherten Selbständigen wird dagegen von einem Dreißigstel oder einem Vierzigstel ausgegangen (§ 240 Abs. 4 Satz 2 SGB V).
Der Beitrag für Versicherte, die auch Anspruch auf Krankengeld haben, berechnet sich wie folgt:
- [(Bezugsgröße / 60) × 30] × Beitragssatz
- Das heißt für 2010: [(2.555 Euro / 60) × 30] × 14,90 % = 190,35 Euro

### Pflegeversicherung
Grundsätzlich gilt keine Versicherungspflicht in der Pflegeversicherung. Freiwillige Mitglieder in der gesetzlichen Krankenversicherung sind aber versicherungspflichtig in der Pflegeversicherung. Sie können sich davon befreien lassen, wenn sie privat gegen Pflegebedürftigkeit versichert sind (§ 20 Abs. 3 in Verbindung mit § 22 Abs. 1 SGB XI. § 240 SGB V findet entsprechend Anwendung; der monatliche Mindestbeitrag zur Pflegeversicherung liegt bei ca. 20 Euro).

### Arbeitslosenversicherung
Für die Arbeitslosenversicherung ist keine Pflichtversicherung erforderlich. Seit dem 1. Februar 2006 ist eine freiwillige Arbeitslosenversicherung möglich. Der möglicherweise noch bestehende Restanspruch auf Arbeitslosengeld erlischt vier Jahre nach Entstehung des Leistungsanspruchs (§ 161 Abs. 2 SGB III).

### Unfallversicherung
Die Versicherungspflicht zur Unfallversicherung hängt von der Satzung des jeweiligen Versicherungsträgers ab.

## Besteuerung der Bezieher eines Existenzgründungszuschusses
Der Zuschuss ist nach § 3 Nr. 2 EStG steuerfrei; er unterliegt auch nicht dem Progressionsvorbehalt. Der Gewinn aus der unternehmerischen Tätigkeit wird dem Inhaber des Einzelunternehmens zugerechnet. Abhängig von der Art der selbständigen Tätigkeit kann der Gewinn den Einkünften aus Gewerbebetrieb oder den Einkünften aus selbständiger Arbeit zuzuordnen sein.

### Einkünfte aus Gewerbebetrieb
Der Gewinn wird entweder durch Betriebsvermögensvergleich/Bilanzierung (bei einem Vollkaufmann) oder durch Einnahmenüberschussrechnung ermittelt.

### Einkünfte aus selbständiger Arbeit
Der Gewinn wird in der Regel durch Einnahmenüberschussrechnung ermittelt. Zu den Einkünften aus selbständiger Arbeit gehören auch die Einkünfte als Freiberufler.

### Umsatzsteuer
Der Bezieher eines Existenzgründungszuschusses ist Unternehmer im Sinne des § 2 UStG. Siehe auch Kleinunternehmerregelung in § 19 UStG.

### Gewerbesteuer
Das Unternehmen, dessen Inhaber einen Zuschuss erhält, unterliegt der Gewerbesteuer, wenn es einen Gewerbebetrieb unterhält. Allerdings liegt der Freibetrag bei 24.500 Euro Gewerbeertrag.

## Sonstige Beiträge

### IHK-Beiträge
Nach § 3 des Gesetzes zur vorläufigen Regelung des Rechts der Industrie- und Handelskammern sind natürliche Personen vom Kammerbeitrag befreit, wenn sie nicht im Handelsregister oder im Genossenschaftsregister eingetragen sind, und in den letzten fünf Wirtschaftsjahren vor Betriebseröffnung weder Einkünfte aus Land- und Forstwirtschaft, Einkünfte aus Gewerbebetrieb oder Einkünfte aus selbständiger Arbeit erzielt haben, noch an einer Kapitalgesellschaft mittelbar oder unmittelbar zu mehr als einem Zehntel beteiligt waren, für das Haushaltsjahr der Betriebseröffnung und für das darauf folgende Jahr von der Umlage und vom Grundbeitrag sowie für das dritte und vierte Jahr von der Umlage befreit, wenn ihr Gewerbeertrag oder Gewinn aus Gewerbebetrieb 25.000 Euro nicht übersteigt.

### Handwerkskammer-Beitrag
Nach § 113 Handwerksordnung sind natürliche Personen, die erstmals ein Gewerbe angemeldet haben, für das Jahr der Anmeldung von der Entrichtung des Grundbeitrages zur Handwerkskammer und des Zusatzbeitrages, für das zweite und dritte Jahr von der Entrichtung der Hälfte des Grundbeitrages und vom Zusatzbeitrag und für das vierte Jahr von der Entrichtung des Zusatzbeitrages befreit, soweit deren Gewerbeertrag nach dem Gewerbesteuergesetz oder, soweit für das Bemessungsjahr ein Gewerbesteuermessbetrag nicht festgesetzt wird, deren nach dem Einkommensteuergesetz ermittelter Gewinn aus Gewerbebetrieb 25.000 Euro nicht übersteigt.

## Historische Entwicklung
Nach den Vorstellungen der Hartz-Kommission drückt der Begriff „Ich-AG“ aus, dass Arbeitslose ihre eigenen Fähigkeiten und Fertigkeiten nicht nur als Arbeitnehmer einbringen, sondern vor allem auch als Selbständige umsetzen können. Der Idee der Ich-AG liegt die These zu Grunde, in Deutschland existiere ein „großer Bedarf an kostengünstigen Dienstleistungen“. Dieser Bedarf könne von Arbeitslosen „mit ihren alltagspraktischen Fähigkeiten und Fertigkeiten“ befriedigt werden – was teilweise auch heute schon geschehe, allerdings zumeist in Form von Schwarzarbeit.
Nach Darstellung der Bundesagentur für Arbeit scheitert ein kleiner Teil der ungenügend vorbereiteten Existenzgründungen nach kurzer Zeit (dies gilt im Übrigen auch für andere derartige Kleingründungen), da für die typischerweise gegründeten Hausmeister- oder Büroservices nicht genügend Bedarf besteht. Ein Großteil der Existenzgründungen hat allerdings Bestand oder die Existenzgründer konnten danach in eine sozialversicherungspflichtige Anstellung wechseln.
Das Zweite Gesetz für moderne Dienstleistungen am Arbeitsmarkt (Hartz II), das am 1. Januar 2003 in Kraft getreten ist und einen wichtigen Schritt der Agenda 2010 realisiert, setzte das Konzept der sog. Ich-AG in die Praxis um, indem es in § 421l SGB III eine als Existenzgründungszuschuss bezeichnete Förderung schuf.
Bis Ende 2004 wurden rund 268.000 Ich-AGs von der Bundesagentur für Arbeit mit dem Zuschuss gefördert.
Zum 30. Juni 2006 lief die Regelung zur Ich-AG aus. Der Grund dafür war die im Koalitionsvertrag vereinbarte Zusammenlegung aller Instrumente zur Existenzgründerförderung für Arbeitslose.
Eine Studie von 2009 ergab, dass rund 60 Prozent der männlichen Gründer in West- und Ostdeutschland fünf Jahre nach Start des Programms immer noch selbstständig sind und weitere 20 Prozent über den Zuschuss wieder eine angestellte Beschäftigung gefunden haben; sie urteilt daher, die Abschaffung sei zu früh gekommen.

## Alternative Existenzgründungsförderung
Arbeitnehmer, die durch Aufnahme einer selbständigen Tätigkeit die Arbeitslosigkeit beenden oder vermeiden, haben zur Sicherung des Lebensunterhalts und zur sozialen Sicherung in der Zeit nach der Existenzgründung Anspruch auf Überbrückungsgeld. Diese Förderung eignet sich insbesondere für Bezieher des relativ hohen Arbeitslosengeldes Alg1.
Außerdem gibt es noch Förderprogramme der EU (ESF) sowie Programme des Bundes (KfW) und der Bundesländer, so dass eine umfassende Information vor der Existenzgründung z. B. durch die IHK sehr zu empfehlen ist.

## Zusätzliche Existenzgründungsförderung
Erwerbsfähigen Arbeitslosen kann bei Aufnahme einer Erwerbstätigkeit ein Einstiegsgeld gezahlt werden, wenn dies zur Eingliederung in den allgemeinen Arbeitsmarkt erforderlich ist. Das Einstiegsgeld wird als Zuschuss zum Arbeitslosengeld II für höchstens 24 Monate gezahlt. Bei Bemessung der Höhe des Einstiegsgeldes soll die vorherige Dauer der Arbeitslosigkeit sowie die Größe der Bedarfsgemeinschaft berücksichtigt werden, in der der erwerbsfähige Hilfebedürftige lebt.

## Unwort des Jahres
Das Wort Ich-AG wurde in Deutschland 2002 von der Jury Sprachkritische Aktion Unwort des Jahres zum Unwort des Jahres gekürt.
Die Jury ging, dem überwiegenden Wortverständnis folgend, davon aus, dass der Wortbestandteil AG als Abkürzung für Aktiengesellschaft stehe. Da aber ein Individuum keine Aktiengesellschaft sein könne, sei die Wortschöpfung nicht nur lächerlich unlogisch, sondern stufe menschliche Schicksale auf ein sprachliches Börsenniveau herab. Selbst als ironisches Bild sei das Wort nicht hinzunehmen, da sich die Arbeitslosigkeit nach Ansicht der Jury mit solcher Art von Humor kaum vertrage. Ich-AG rede einen schwierigen sozialen und sozialpolitischen Sachverhalt mit sprachlicher Kosmetik schön.
Ich-AG wird teilweise auch als Abkürzung für Ich-Arbeitgeber verstanden. Ein Arbeitsloser, der keinen Arbeitgeber findet, wird, indem er sich selbständig macht, zu seinem eigenen Arbeitgeber (Selbst-Arbeitgeber).